# ساراسين
سيراسين (بالفرنسية: Sarrasine)‏ هي رواية بقلم أونوريه دي بلزاك. وتم نشرها في عام 1830، وهي تشكل جزءا من مجموعة الكوميديا الإنسانية.